# Мадридская конференция (1880)
Мадридская конференция проходила в столице Испании в период с июня по июль 1880 года. Она была созвана Антонио Кановасом дель Кастильо, председателем правительства Испании, по просьбе султана Марокко Хасана I, и в ней приняли участие представители всех стран, имевших свои интересы в Марокко.

## Исторические предпосылки
Султанат Марокко при династии Алауитов начал процесс расширения своих владений в конце XVII века, кульминацией которого в середине XVIII века стало завоевание всей территории, которая в настоящее время образует Марокко. Королевство приобрело политическое и торговое господство в районе Гибралтарского пролива. Марокко стало первой страной, признавшей независимость США (1777 год).
Однако с начала XIX века споры о наследовании ослабили государство Алауитов, что привело к потере управляемости как во внешней, так и во внутренней политике с последовательными восстаниями берберов (особенно в районе, граничащем с Мелильей и Сеутой). Эти проблемы ослабили Марокко, попавшее под влияние иностранных держав с середины XIX века.
Что касается европейских держав, то вскоре они начали расценивать Марокко как зону для своей экспансии. Франция заинтересовалась этим районом после завоевания Алжира, стремясь заставить Марокко не вмешиваться в пользу алжирцев (1832). Однако этого не удалось достичь, что вылилось даже в вооружённое противостояние в 1844 году. Со своей стороны Испании необходимо было сохранить контроль над Гибралтарским проливом, для чего необходимо было сосредоточиться как на сохранении территорий Сеуты и Мелильи, так и на влиянии на марокканскую политику. Также Испания не упустила возможности укрепить свой контроль над этой территорией с помощью вооружённых действий. Великобритания же не хотела видеть какую-либо европейскую экспансию в этом районе, которая поставила бы Гибралтар под угрозу, поэтому она была заинтересована в сохранении марокканской власти в этом регионе.

## Конвенция
По результатам конференции была подписана Мадридская конвенция, представлявшая собой совокупность соглашений между Марокко, находившимся под властью Хасана I, и многими европейскими державами о предоставлении этим странам права собственности на захваченные ими марокканские земли, ресурсы, имеющиеся на этих землях, права на поселение и использование местных жителей на этих землях. Этот договор служил для регулирования и придания этим завоеваниям официального статуса в международном сообществе.
Конвенция состояла из 18 статей. Согласно им, договоры и соглашения, подписанные Марокко ранее с Великобританией, Испанией и Францией, оставались в силе с изменениями, изложенными в настоящей конвенции. Иностранные должностные лица, проживающие в Марокко, получали разрешение нанимать марокканцев и пользовались «защитой», то есть свободой от налогообложения, как и их семьи, их марокканские служащие и любые сотрудники консульства, которые были марокканцами. Служащие, которые работали фермерами, слугами, переводчиками или выполняли другую чёрную работу, не были защищены, даже если они не были марокканцами. Любые иностранные граждане, которые владели фермерскими угодьями или были фермерами, должны были платить сельскохозяйственный налог, а те, кто владел и использовал вьючных животных, должны были платить «налог на ворота», но в обоих вариантах иностранные граждане были освобождены от других налогов. Иностранные должностные лица не могли нанимать солдат или марокканских чиновников, а также марокканцев, подвергающихся уголовному преследованию. Иностранные граждане могли приобретать землю с предварительного разрешения марокканского правительства, и как таковая эта недвижимость должна была оставаться под марокканской юрисдикцией. Иностранные правительства могли выбрать любых 12 марокканцев для своей защиты по любой причине без разрешения марокканского правительства, но должны были запрашивать разрешение, если они хотели защитить ещё кого-либо.
Соглашение 1863 года с Марокко было кратко изложено в конце текста конвенции.

## Участники
- Испания, председатель правительства Испании Кановас дель Кастильо, Антонио.
- Марокко, министр иностранных дел Сид Мохамед Варгас (محمد بارقش).
- Франция, посол Франции в Испании, вице-адмирал Констан Луи Жан Бенжамен Жорес.
- Великобритания, Лайонел Сэквилл-Уэст, 2-й барон Сэквилл.
- Германская империя.
- Австро-Венгрия.
- США.
- Бельгия.
- Италия.
- Королевство Нидерландов.
- Королевство Португалия.
- Шведско-норвежская уния.
- Дания, от которой выступала Великобритания[3].